# Бражник Леонід Федорович
Леонід Федорович Бражник (4 (17) квітня 1917, с. Москаленки, нині Білопільський район Сумської області — 1992) — білоруський оперний співак, Народний артист Білоруської РСР.

## Біографічні відомості
У 1951-1952 роках — соліст Московської філармонії. 
З 1953 року — соліст Білоруського театру опери та балету. 
З 1964 року — викладач Білоруської консерваторії. Виступав як концертний співак.

## Творчість
Сценічну діяльність розпочав у 1939 році. Для нього характерні майстерність переуособленя, натуральність сценічного поводження, створені ним образи вирізняються завершеністю пластичного малюнка. 

## Нагороди
- Народний артист Білоруської РСР (1959).
- Лауреат Всесоюзного конкурсу на краще виконання творів Мусоргського (1956).